# Abbaye de Klingenmünster
L'abbaye de Klingenmünster est une ancienne abbaye bénédictine impériale à Klingenmünster, dans le Land de Rhénanie-Palatinat et le diocèse de Spire.

## Histoire
L'abbaye est probablement construite en 626 par le roi mérovingien Dagobert Ier. Il n'y a des indices pour cette date :
1. La fondation du monastère remonte aux dits « moines noirs », qui suivent les enseignements de Colomban de Luxeuil. Ces moines construisent de nombreux monastères en France, en Allemagne et en Italie au VIIe siècle. Dagobert est un soutien de Colomban et donc fondateur de nombreux lieux. Au VIIIe siècle, l'ordre de Colomban est remplacé par l'ordre de Saint-Benoît.
2. Dagobert établit la Haingeraide. Il n'y a qu'un écart dans les domaines continus alsaciens et palatins, qui s'étendent de La Wantzenau en Alsace à Bad Durkheim dans le Palatinat le long du massif des Vosges et du massif de la Hardt. Cet écart correspond aux possessions de l'abbaye de Klingenmünster.

En 782, Charlemagne confirme l'attribution des devoirs à l'évêque Fraido de Spire. D'ailleurs, Fraido est qualifié d'abbé de Klingenmünster.
En 819, l'abbaye de Klingenmünster est dans le groupe Orationes dans la Notitia de servitio monasteriorum.
Vers 840, les bâtiments résidentiels du monastère et le toit de l'église brûlent. Les documents sont perdus. Les moines demandent à l'archevêque Otgar de Mayence son soutien et la reconstruction du monastère. Dans une liste de moines de Saint-Gall, Otgar est appelé abbé de Klingenmünster en raison de sa qualité d'archevêque. Au IXe siècle, Hatton de Mayence est abbé.
Au XIe siècle, une autre figure émerge du couvent de Klingenmünster. Le moine Gottschalk d'Aix-la-Chapelle est, de 1071 à 1084, manifestement actif comme notaire spirituel de Henri IV dans la chancellerie impériale. Le moine a reçu son éducation à Klingenmünster par le moine Heinrich. Après avoir fini d'exercer sa fonction, Gottschalk revient à Klingenmünster.
Au XIIe siècle, l'abbé Stephan fait l'apogée du monastère. La propriété du monastère est considérablement agrandie par des dons, des fondations et des achats bon marché. Stephan vient de l'abbaye d'Ebersheim et était déjà abbé de Wissembourg, Selz et Limburg avant de devenir abbé de Klingenmünster en 1110. En retour, en 1110, le moine Konrad de Klingenmünster devient abbé d'Ebersheimmünster.
En 1115, l'abbaye est libérée de tous les services et charges royaux, épiscopaux et divins par Adalbert de Sarrebruck, archevêque de Mayence.
Au début du XIIIe siècle, la plus grande partie des propriétés du monastère est vendue et devenue la propriété des comtés de Linange et de Deux-Ponts.
En 1223, le pape Honorius III accorde une protection spéciale.
En raison des différentes cessions de la propriété du monastère, l'influence économique et politique diminue. Les familles nobles de la région font entrer leurs fils dans le monastère. En conséquence, le nombre des visiteurs se développe, ce qui explique pourquoi dans la seconde moitié du XVe siècle, le monastère et la discipline de l'ordre se sont dégradés.
En 1452, l'archevêque Dietrich Schenk von Erbach adresse une lettre de mise en demeure à l'abbaye. En 1457, l'abbé Bernhard, présent depuis 1440, est renvoyé, car il n'a pas répondu aux exigences de la mise en demeure. Son successeur Erpfo Brack von Klingen (1458–1483) ne fait pas de réforme. Les propositions de réforme dans une mise en demeure renouvelée par l'évêque de Spire Matthias von Rammung en 1469 ne sont pas exécutées.
En 1490, il y a seulement quatre moines. Le pape Innocent VIII décide de faire de Klingenmünster une congrégation de chanoines. Le dernier abbé Eucharistie de Weingarten (1483-1490) devient le premier prévôt.
Pendant la période du troisième prévôt, Johann (1499-1506), le monastère souffre de la guerre de Succession de Landshut. Afin de parer la ruine du monastère, Provost Johann met en gage plusieurs villages. Malgré des lettres de protection répétées de l'empereur Charles Quint, le lieu religieux est pillé en 1525 au moment de la guerre des Paysans allemands par les agriculteurs de Pleisweiler et Oberhofen. Leonhard Schnorr est le dernier prévôt de 1530 à 1538. Probablement pour des raisons d'économie, le poste de prévôt est abandonné, car à partir de 1538 le doyen reprend la direction du monastère.
Avec le progrès de la Réforme protestante, le déclin du monastère est précipité. Frédéric III du Palatinat établit l'enseignement de Jean Calvin dans le palatinat du Rhin. Entre 1565 et 1567, tous les monastères sont dissouts et les installations détruites. Le doyen Johann Ziegler meurt en 1567. La sécularisation est alors prononcée.